# Rio-Antirio-broen
Rio-Antirio-broen (Græsk: Γέφυρα Ρίου-Αντιρρίου), officielt kaldet Charilaos Trikoupis-broen efter statsmanden, som først forestillede sig den, er en skråstagsbro, som spænder over Korinthiske Bugt nær Patras og forbinder byen Rio på Peloponnes med Antirio på det græske hovedland.

## Forbedret transport
Den 2.880 meter lange bro forbinder Peloponnes med det græske fastland, som tidligere kun kunne nås med færge eller over Korinth-tangen i den allerøstligste ende. Dens bredde er 28 m, og den har to kørebaner i hver retning, et nødspor og et fodgængerspor. Dens femspand, fire pyloner store skråstags-understøttede del på 2.252 meter er verdens næstlængste skråstags-ophæng; kun ophænget på Millau viadukten er længere med 2.460 meter.
Denne bro betragtes vidt og bredt som et mesterværk indenfor ingeniørkunsten på grund af flere unikke løsninger taget i anvendelse for at spænde over dette vanskelige sted. Disse vanskeligheder omfatter dybt vand, usikker bund for fundamentet, jordskælvs-aktivitet, risiko  for tsunamier og Korinth-bugtens ekspansion som følge af pladetektonik.
Dens officielle navn er Charilaos Trikoupis-broen. Charilaos Trikoupis i 1800-tallet græsk statsminister, som først foreslog at bygge en bro mellem Rio og Antirio; men forehavendet var for dyrt og vanskeligt på daværende tidspunkt.

## Historie
Broen blev planlagt i midten af 1990'erne. Forberedelserne og sandsugning begyndte i juli 1998, og konstruktionen af de massive pyloner i 2000. Da disse stod færdige i 2003, begyndte arbejdet med brofagene og bærekablerne. Den 21. maj 2004 var hovedkonstruktionen færdig; kun udstyr (fodgængerspor, gelændere, etc.) og vandtætning manglede. Broen blev endelig indviet den 7. august 2004, en uge før åbningen af Sommer-OL 2004 i Athen, og de olympiske fakkelbærere var de første til officielt at krydse broen.
Broens totale omkostninger beløber sig til € 630.000.000, det meste betalt af Den Europæiske Union, og den blev færdig før tid og indenfor budgettet.
Strukturen blev bygget af et konsortium ledet af den franske group Vinci, og som omfattede de græske firmaer Hellenic Technodomiki-TEV, J&P-Avax, Athena, Proodeftiki og Pantechniki. Konsortiet vil drive broen under konsession af datterselskabet Γ.Ε.Φ.Υ.Ρ.Α. eller Γαλλοελληνικός Φορέας Υπερθαλάσσιας Ζεύξης Ρίου- Αντιρίου (G.E.F.Y.R.A., Græsk, som betyder "bro", French-Greek Carrier of Oversea Connection of Rio-Antirio). Hovedarkitekten var Berdj Mikaelian.

## Ingeniørmæssige bedrifter
På grund af de særlige omstændigheder i strædet var man nødt til finde på flere unikke ingeniørmæssige løsninger. Vanddybden når op på 65 m, havbunden er for det meste løst sediment, den seismiske aktivitet og muligheden for tektonisk pladeforskydning er betydelig, og Korinth-bugten ekspanderer i en størrelsesorden af omkring 30 mm om året. Af disse grunde blev specielle konstruktionsteknikker taget i anvendelse. Broens fundamenter er ikke begravet i havbunden, men hviler på en bund af småsten, som blev omhyggeligt nivelleret til en jævn flade (en vanskelig operation ved disse dybder).
Under et jordskælv skal bropillerne være i stand til at bevæge sig sideværts på havbunden, absorberende energien. Brofagene er forbundne med pylonerne ved hjælp af donkrafte og støddæmpere for at absorbere bevægelser; en for rigid forbindelse ville få brostrukturen til at revne ved et jordskælv. Det er også vigtigt, at broen ikke kan bevæge sig for meget sideværts for ikke at skade bropillerne. Der er taget højde for strædets gradvise ekspansion i løbet af broens levetid.

## Problemer med kabelforbindelser
Den 28. januar 2005, seks måneder efter åbningen af broen, knækkede en af kabelforbindelserne mellem M3 pylonen og broen og kom brasende ned. Trafikken blev øjeblikkelig afbrudt. Den første undersøgelse hævdede, at en ildebrand var brudt ud på toppen af M3 pylonen efter et lynnedslag i et af kablerne. Kablet blev øjeblikkeligt udskiftet, og broen genåbnet.

## Eksterne links
- Gefyra S.A. – officiel side Arkiveret 9. august 2008 hos  Wayback Machine
- Articles showing articulations Website in French
- Video Arkiveret 30. september 2007 hos  Wayback Machine of the bridge taken from cruise ship  (Webside ikke længere tilgængelig)

38°19′17″N 21°46′22″Ø / 38.32139°N 21.77278°Ø